# Zárt közigazgatási egység

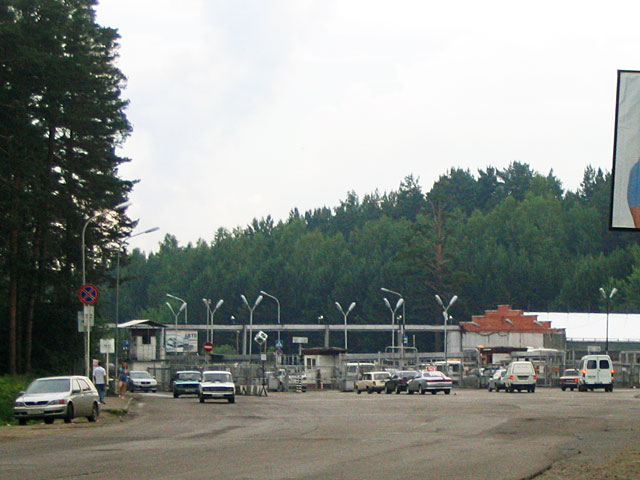
Ellenőrzőpont Szeverszk előtt

A zárt közigazgatási egységek (oroszul: закрытое административно-территориальное образование, ЗАТО, orosz rövidítéssel ZATO, gyakori alternatív elnevezéssel zárt városok) olyan közvetlen szövetségi irányítás alatt álló területek Oroszországban, ahova senki nem léphet be külön engedély nélkül, és az oda- illetve elköltözés is korlátozott.
A 2010. évi népszámláláskor 42 ilyen közigazgatási egység volt Oroszországban, közülük 22 város, 17 városi jellegű település, kettő falusi település (korábban ezek is városi jellegűek voltak), míg a Murmanszki területen található Alekszandrovszk három egymáshoz közeli városból áll. A 42 területen együttesen több mint 1,25 millió fő él, ez Oroszország népességének mintegy 0,9%-a.
A zárt városokban olyan nemzetbiztonsági és stratégiai szempontból kiemelt jelentőségű tevékenységek folynak, melyeket részben titokban kívánják tartani. Ilyen tevékenységek elsősorban a hadiipar, az atomenergia-ipar és az űrkutatás, és ide tartoznak a haditengerészet jelentősebb bázisai.
E területek a szovjet időszakban annyira titkosnak számítottak, hogy nagy részüknek neve sem volt, csak számokkal jelölték őket (Zarecsnij például a Penza-19 nevet viselte), a térképeken természetesen nem tüntették fel őket. Akkor egyes nagyvárosok is zártak voltak, így Gorkij (ma: Nyizsnyij Novgorod), Vlagyivosztok vagy Izsevszk.

## A zárt városok listája
A 2010. évi népszámlálás adatai szerint az alábbi zárt közigazgatási egységek találhatók Oroszországban.
| Magyar név        | Orosz név        | Jogállás                  | Népesség | Régió                        |
| ----------------- | ---------------- | ------------------------- | -------- | ---------------------------- |
| Alekszandrovszk   | Александровск    | zárt közigazgatási egység | 42 789   | Murmanszki terület           |
| Fokino            | Фокино           | város és környéke         | 32 164   | Tengermelléki határterület   |
| Gornij            | Горный           | városi jellegű település  | 12 341   | Bajkálontúli határterület    |
| Komarovszkij      | Комаровский      | városi jellegű település  | 8 064    | Orenburgi terület            |
| Krasznoznamenszk  | Краснознаменск   | város                     | 36 103   | Moszkvai terület             |
| Lesznoj           | Лесной           | város és környéke         | 52 476   | Szverdlovszki terület        |
| Lokomotyivnij     | Локомотивный     | városi jellegű település  | 8 498    | Cseljabinszki terület        |
| Mezsgorje         | Межгорье         | város                     | 17 352   | Baskíria                     |
| Mihajlovszkij     | Михайловский     | település                 | 2 328    | Szaratovi terület            |
| Mirnij            | Мирный           | város                     | 30 280   | Arhangelszki terület         |
| Mologyozsnij      | Молодёжный       | városi jellegű település  | 2 920    | Moszkvai terület             |
| Novouralszk       | Новоуральск      | város és környéke         | 88 308   | Szverdlovszki terület        |
| Osztrovnoj        | Островной        | város és környéke         | 2 222    | Murmanszki terület           |
| Ozjornij          | Озёрный          | városi jellegű település  | 10 882   | Tveri terület                |
| Ozjorszk          | Озёрск           | város és környéke         | 93 044   | Cseljabinszki terület        |
| Pervomajszkij     | Первомайский     | városi jellegű település  | 6 147    | Kirovi terület               |
| Raduzsnij         | Радужный         | város                     | 18 211   | Vlagyimiri terület           |
| Sihani            | Шиханы           | város                     | 6 067    | Szaratovi terület            |
| Szarov            | Саров            | város                     | 92 047   | Nyizsnyij Novgorod-i terület |
| Szeveromorszk     | Североморск      | város és környéke         | 67 331   | Murmanszki terület           |
| Szeverszk         | Северск          | város és környéke         | 115 331  | Tomszki terület              |
| Szibirszkij       | Сибирский        | városi jellegű település  | 11 306   | Altaji határterület          |
| Sznyezsinszk      | Снежинск         | város és környéke         | 49 186   | Cseljabinszki terület        |
| Szolnyecsnij      | Солнечный        | városi jellegű település  | 2 242    | Tveri terület                |
| Szolnyecsnij      | Солнечный рп     | városi jellegű település  | 10 384   | Krasznojarszki határterület  |
| Szvetlij          | Светлый          | városi jellegű település  | 12 493   | Szaratovi terület            |
| Szvobodnij        | Свободный        | városi jellegű település  | 8 198    | Szverdlovszki terület        |
| Trjohgornij       | Трёхгорный       | város                     | 33 670   | Cseljabinszki terület        |
| Uglegorszk        | Углегорск        | városi jellegű település  | 5 892    | Amuri terület                |
| Uralszkij         | Уральский        | városi jellegű település  | 2 444    | Szverdlovszki terület        |
| Vigyajevo         | Видяево          | település                 | 5 771    | Murmanszki terület           |
| Viljucsinszk      | Вилючинск        | város                     | 22 905   | Kamcsatkai határterület      |
| Vlasziha          | Власиха          | városi jellegű település  | 26 359   | Moszkvai terület             |
| Voszhod           | Восход           | városi jellegű település  | 2 007    | Moszkvai terület             |
| Zaozjorszk        | Заозёрск         | város                     | 11 199   | Murmanszki terület           |
| Zarecsnij         | Заречный         | város                     | 63 601   | Penzai terület               |
| Zelenogorszk      | Зеленогорск      | város                     | 66 056   | Krasznojarszki határterület  |
| Znamenszk         | Знаменск         | város                     | 29 401   | Asztraháni terület           |
| Zvjozdnij         | Звёздный         | városi jellegű település  | 9 151    | Permi határterület           |
| Zvjozdnij gorodok | Звёздный городок | városi jellegű település  | 6 332    | Moszkvai terület             |
| Zseleznogorszk    | Железногорск     | város és környéke         | 93 841   | Krasznojarszki határterület  |